# ジョン・ハリ
ジョン・ハリ (朝: 전해리) は、大韓民国の声優。

## 出演作品
- ミラキュラス レディバグ&シャノワール - クロエ・ブルジョワ
- スーパーワイ - ピノキオ
- モンカート - ケイ・ハリス/イザベル・ウィンド
- ヒーローサークル - ラッキー、ドイル
- ズートピア - ジュディ･ホップス
- キャッチ!ティニピン - 꺼꿀핑